# Frank Stronach
Frank Stronach (födelsenamn Franz Strohsack), född 6 september 1932, är en österrikisk-kanadensisk företagsledare och mångmiljardär. Far till Belinda Stronach.
Stronach startade Multimatic 1957, som från 1973 under namnet Magna International utvecklades till en av världens ledande leverantörer till bilindustrin med tillverkning av delar och byggande av kompletta bilar genom bland annat Magna Steyr. Stronach var åren 1999-2005 genom Magna storsponsor för den österrikiska fotbollsklubben Austria Wien.
I september 2012 grundade han ett parti i Österrike, Team Stronach. Vid val till nationalrådet i september 2013 lyckades partiet få 5,7 procent av rösterna och 11 mandat. Stronach satt som ledamot i nationalrådet från dess första sammanträde efter valet den 29 oktober 2013 fram till den 29 januari 2014.